# Corpus Delicti
Pour les articles homonymes, voir Liste_de_locutions_latines_commençant_par_C#Loc-Corpus_delicti.
Corpus Delicti est un groupe de rock gothique français, originaire de Nice, dans les Alpes-Maritimes.

## Biographie
C’est à la faveur de la seconde vague de froid et de noirceur qui a déferlé sur le rock au début des années 90, que Corpus Delicti a pris vie à Nice – une ville pourtant plus connue pour ses plages et son carnaval que pour sa scène musicale. Corpus Delicti est alors l’exception qui confirme la règle ! En pleine période de revival des musiques sombres (alors étiquetée « dark wave »), le quatuor fait mouche dès son incontournable premier album « Twilight » en 1993 : porté par un chant évocateur et distinctif – dans lequel l’influence de Bowie se fait déjà sentir, le rock gothique mélodique et percutant du groupe fusionne le meilleur des grands anciens du genre (Bauhaus, Siouxsie & the Banshees, Christian Death, The Cure) avec une énergie, une créativité et un sens de la mélodie qui vont vite lui permettre de se démarquer des groupes de seconde zone qui se mettent alors à pulluler en Europe…
Corpus Delicti a non seulement le son et les chansons, mais aussi du style et de la personnalité. Visuels et look travaillés (mais jamais outranciers), présence de la mystérieuse Roma à la batterie, charisme indéniable du chanteur Sébastien, forte présence et maitrise totale du guitariste (Frank puis Jérôme) et du bassiste Christophe… Le combo fonctionne à plein régime grâce à une alchimie idéale, qui donnera naissance à trois albums remarquables (« Twilight » donc, puis « Sylphes » en 1994 et « Obsessions » en 1995), lui vaudra de tourner aux États-Unis avec les ténors de la nouvelle scène dark internationale du moment (Das Ich, Faith and the Muse et Rosetta Stone), d’être signés sur des labels européens et de donner encore d’autres concerts à l’étranger (Allemagne, Italie, Belgique). Mais les feux les plus intenses ne sont pas ceux qui brûlent le plus longtemps : victime des divergences qui animent ses membres, symbolisé par le bancal « Syn:Drom » dans lequel son identité (d’ailleurs amputée de la seconde partie de son patronyme) se délite à travers des tentatives d’électro-indus pas toujours convaincantes, Corpus Delicti se sépare en 1997.
Ses membres ne resteront pas inactifs, et s’investiront dans de nombreux projets musicaux en solo ou en groupe (Kuta, Curl, Kom-Intern), avant de se retrouver brièvement (sans la batteuse) au sein de Press Gang Metropol pour un excellent premier album influencé par le revival post-punk d’Interpol & consorts, « Checkpoint » (2012), suivi par un deuxième («Pointblank » en 2018)  dans lequel seul le bassiste Christophe représente encore le line-up d’origine…
Mais pendant ce temps-là, le culte autour de Corpus Delicti ne cesse de grandir, à la faveur de rééditions par le label français D-Monic en 2006 puis par le label américain Cleopatra en 2019, et grâce une communauté de fans fidèles et connectés aux quatre coins du monde. Redécouvert aujourd’hui par un public plus jeune, le groupe est ainsi régulièrement classé dans les Top 10 des incontournables du rock gothique du monde entier ; le site Sens Critique les classe même parmi les 35 indispensables du genre – unique groupe français cité aux côtés de Cure, Bauhaus ou Joy Division, et affirme que « leur second album est un chef-d'œuvre du genre » ; le magazine musical italien Ascension parle d'eux comme « un mélange incroyable entre Bowie, Bauhaus et Christian Death », tandis qu’il reste le seul groupe français cité par le site américain de référence Postpunk.com comme faisant partie des artistes essentiels du genre ! Une biographie très complète (« Corpus Delicti - La Déliquescence des ombres » par Tony Leduc-Gugnalons) est même publiée par l’éditeur français Camion Blanc en 2011. 
Galvanisés par cette évidence que la musique de Corpus Delicti n’a jamais cessé de fasciner un public qui n’a fait que croître au fil des ans, régulièrement sollicités par des demandes venues du monde entier, régénérés par un revival post-punk qui les cite en exemple, désireux de combler un public rajeuni qui ne les a découverts qu’après leur séparation et déterminés à laisser de côté les divergences passées, les membres d’origine de Corpus Delicti (Sébastien au chant, Frank à la guitare, Christophe à la basse et Roma à la batterie) ont donc repris le chemin du local de répétition. Aussitôt, les 23 années écoulées ont semblé disparaître, le plaisir de jouer ensemble est immédiatement revenu, et l’alchimie qui a fait du quatuor l’une des figures de proue du post-punk hexagonal fonctionne à nouveau. 
Après plusieurs mois de pratique, Roma a malheureusement développé une arthrose sévère des deux mains qui l'empêche alors de jouer. Afin de satisfaire néanmoins la demande grandissante du public, Laurent Tamagno, batteur pour M83 et Hannah entre autres, a été recruté et accompagné par Roma, afin de rester au plus proche de l'esprit du groupe. 
Reprise des concerts en 2022, avec un premier événement complet à Cannes, regroupant des fans du monde entier : Mexique, Pérou, Angleterre, Allemagne, Espagne, Italie.....
Ont suivi des salles pleines, devant un public conquis : Londres (Sold Out 3 mois avant la date), Rome, Madrid, Athènes, Paris....une tournée mexicaine pendant laquelle l'accueil a été incroyable ; point d'orgue, un concert complet à Mexico, après une séance de dédicaces de 3 heures et des centaines de fans qui attendaient dans la rue. 
De gros festivals se sont succédé cet été 2023 : Allemagne, Portugal (concert en tête d'affiche devant 2 000 personnes), Belgique. 
En août, le groupe signe avec une agence artistique aux Etats-Unis, Rocky Road Touring, et intègre leur prestigieux catalogue aux côtés de The Sisters Of Mercy, Chameleons, Killing Joke, Peter Murphy (Bauhaus), The Mission...
Depuis la reformation, le streaming ne cesse d'augmenter : les écoutes sur les plateformes ont dépassé les 2 millions en 2023. 
La suite : de nombreux concerts et des projets à venir. 

## Origine du nom
Le nom du groupe ne vient pas de Corpus delicti (en), une notion juridique énonçant qu’il doit être prouvé qu’un crime a bien eu lieu avant que quiconque puisse en être accusé mais d'un procédé photographique surréaliste qui entreprend la déconstruction et la recomposition de l'image.  

## Membres

### Derniers membres
- Sebastian (Sébastien Pietrapiana) - chant, claviers
- Chrys (Christophe Baudrion) - basse
- Roma (Laurence Romanini) - [batterie - percussions]
- Jerome (Jérôme Schmitt) - guitare
- Franck (Franck Amendola) - guitare
- Laurent Tamagno - batterie depuis 2020

### Invités
- David - claviers, programmation sur l'album Syn:Drom)

## Discographie

### Albums studio
- 1993 : Twilight
- 1994 : Sylphes
- 1995 : Obsessions
- 1998 : Syn:Drom

### EPet compilations
- 1994 : Noxious The Demon's Game (maxi)
- 1996 : Sarabands
- 1998 : The Best of Corpus Delicti
- 1998 : The History of Corpus Delicti
- 2006 : From Dawn to Twilight (réédition de Twilight)
- 2007 : A New Saraband of Sylphes (réédition de Sylphes)
- 2010 : Highlights (D-Monic)
- 2011 : Last Obsessions (D-Monic)
- 2023 : Chaos - The Crown (7'"Single Self Produced)

### Autres
- Corpus Delicti a participé au projet Reflections in the Looking Glass: A Tribute to Siouxsie and the Banshees, reprenant Head Cut de Siouxsie and the Banshees.
- Atmosphere de Joy Division fut également repris et apparait dans la compilation The Best of Corpus Delicti.